# Infanções
Os infanções eram uma das classes que compunham a nobreza ibérica entre os séculos XI e XIV. O termo infanção designava o nobre de linhagem não revestido de magistratura e que às vezes regia terras ou era guarda de castelos. Eram uma classe imediatamente inferior à dos ricos-homens e superior à de cavaleiro. Tal designação seria mais tarde substituída pelo termo fidalgo.

## História
No início do século XI a nobreza de Portugal poderia ser dividida, de forma não engessada, tomando como base as Ordenações Afonsinas, da seguinte forma: rico-homens, infanções e cavaleiros.
Os infanções, termo utilizado até ao século XIV, são definidos por Sottomayor-Pizarro, como senhores feudais de uma segunda categoria que finalmente ocupariam a nobreza maior com o passar dos séculos XI e XII. Representavam um extrato intermediário da nobreza que, por delegação régia, condal ou por apreciação privada de poderes de origem púbica, assumindo crescentes funções políticas, administrativas e militares à escala local e regional.
Outra característica desses novos nobres que vinham de camadas mais inferiores era sua ambição em criar uma literatura genealógica que não possuíam, e fizeram isso através de casamentos com a velha nobreza ou através da invenção de mitos que justificassem suas novas posições na sociedade. Vale ressaltar que o matrimónio na Idade Média desempenhava um papel fundamental, visto que era umas das estratégias de conservação do património. Ademais “um bom casamento”, poderia trazer mais riqueza e prestígio social. A título de exemplo, Ferreira relata sobre dois casamentos do infanção Trutesendo Guterres com duas famílias nobres do reino, a Riba Douro e Garcia. Constata-se, dessa forma, que com esses casamentos Trutesendo Guterres pôde continuamente adquirir mais terras. Verifica-se, portanto, nesse período, o grande furor dos livros de linhagens que legitimavam o sangue limpo da nova nobreza. Afinal ser nobre significa ter “o sangue, as armas e o poder”. Segundo José Mattoso, “as principais famílias de infanções que aparecem no território portucalense, condados de Portucale e Coimbra, durante o século XI [são]: Sousãos, Bragançãos, senhores da Maia, de Baião e de Riba Douro”.
Os infanções ganharam destaque com o vazio deixado após a extinção da linhagem sucessória dos antigos condes portucalenses, sendo o último desses Nuno Mendes, que se revoltara contra Garcia, filho de Fernando I de Leão e então rei da Galiza, vindo a ser morto na Batalha de Pedroso, perto de Braga, em 1071. Essa nobreza deixou de estar dependente dos condes, assumindo a autoridade sobre os habitantes das regiões, em que garantiam a defesa, aplicavam a justiça e eram os depositários do que restava da autoridade pública. E faziam-no cada vez mais em seu próprio nome e já não como detentores de poderes delegados. A sua relação com as populações e com os territórios em que exerciam tais funções era mais forte e personalizada do que a que tinha existido entre as comunidades locais e os antigos condes. A alteração assim operada nas relações políticas e sociais, com a parcelarização e privatização dos poderes que eram exercidos à escala local ou regional, configura o que costuma ser designado por revolução feudal. Esta nova realidade e a consolidação da importância política e do peso social dos infanções, que passaram a depender diretamente do rei sem o intermédio dos condes, iriam conferir-lhes um decisivo papel na evolução dos acontecimentos da região portucalense, no início do século XII.
O enriquecimento inicial dos infanções se deu por motivos diferentes, contudo posteriormente eles acumularam riqueza devido o uso das armas, fazendo pilhagem fronteiriça, conquistando as “terras de ninguém” (após as razzias de Alçamor na margem esquerda do Rio Douro) e cobrando multas seja para si ou a serviços de condes e delegados. Não obstante, os infanções ocuparam cargos relevantes, principalmente devido o apoio prestado aos condes D. Henrique e D. Teresa que desde a fundação do Condado Portucalense em 1096 estiveram muitos próximos e estabeleceram laços de solidariedade entre si.
Outra razão pela qual os infanções conseguiram ascender socialmente foi através do patrocínio monástico. Investir na fundação de mosteiros era também uma estratégia dessas famílias para conseguir mais afirmação social e adquirir cargos relevantes no reino. Desse modo, é importante ressaltar que praticamente todas as famílias de infanções optaram por fundar ou patrocinar mosteiros durante os séculos X e XI. Podemos citar como exemplos Trutesendo Guterres que funda o mosteiro de Paço de Sousa em 904, a família Maia, que fundou o mosteiro de Santo Tirso em 978 e Munio Viegas (1044–1081), fundador do mosteiro de Vila Boa de Quires. De acordo com Ferreira, esse investimento significava para essas famílias apoio espiritual e material, além de claro, ser patrono ou fundador de um mosteiro trazia prestígio (afirmação política) e valor simbólico. Além disso, para a mentalidade medieval, investir em mosteiros e igrejas era uma maneira de libertar a alma, buscar salvação. Não somente os mosteiros, mas bastantes igrejas foram construídas nas propriedades dos infanções. Embora fossem instituições eclesiásticas, não deixavam de ser propriedade particular. Sendo donos dessas igrejas, esses homens tinham direitos patronais que iam desde a nomeação dos clérigos à administração dos bens gerados por estas. Também era justamente nessas igrejas e mosteiros que protegiam, que essas famílias exerciam sua fé cristã, casando e batizando seus filhos.
Os membros mais influentes das famílias de infanções executaram cargos como de curiais de mordomos e alferes, além disso, percebia-se uma crescente entrega de terras para que fossem governadas por esses. Tomando como referência Sottomayor-Pizarro, ele atenta para o fato de que muitos infanções receberem prestígios que os colocaram páreo aos ricos-homens, e isto criava um forte pacto de lealdade entre os dirigentes e a nobreza em ascensão. Isto mostra também porquê quando da morte de D. Henrique, os nobres rejeitaram amplamente os planos de Dona Tereza de anexar o condado portucalense ao reino da Galiza sob o regime dos Travas, visto que eles haviam angariado com o regime de D. Afonso Henriques significativa participação política e uma sólida autonomia.
Segundo José Mattoso, o rei Fernando Magno estabelece uma série de contatos diretos com esses nobres portugueses e, a partir desse momento, os filii bane notorum começam a desempenhar o papel de representantes do Rei, “não sabemos exatamente se como governadores da região, se como administradores do domínio régio da mesma área”.
Ainda de acordo com o autor, esse movimento foi sendo repetido em uma série de regiões, onde esses infanções ou filii bane notorum tinham-se tornados ricos-homens e passaram a constituir um grupo regional de nobres semelhantes a outros grupos de outras regiões, porém, da mesma categoria social em Castela, Galiza ou Leão, sendo esses ricos-homens descendentes diretos dos infanções.

## Evolução do termo
O termo infanção evoluiu de acordo com os séculos. Segundo Sottomayor-Pizarro, entre os séculos IX e XII, infanção designava jovens dominantes que estavam ligados ao rei e magnatas, prestando-lhes assim fidelidade pessoal e pertencendo a membros do setor armado. A partir de meados do século XII, passa a significar filhos de nobres, seja por função ou riqueza. Para Nascimento, o vocábulo seria substituído no século XV pelo termo fidalgo, contudo é possível encontrar documentos oficiais dos séculos XIV e XV que ainda aplicam o vocábulo infanção.